# Joe Leaphorn
 (novembre 2023).
Si vous disposez d'ouvrages ou d'articles de référence ou si vous connaissez des sites web de qualité traitant du thème abordé ici, merci de compléter l'article en donnant les références utiles à sa vérifiabilité et en les liant à la section « Notes et références ».
Joe Leaphorn est l'un des principaux personnages des romans policiers de Tony Hillerman. L'autre personnage principal est Jim Chee. Tous deux appartiennent à la police tribale navajo.

## Biographie
Fils d'Anna Gorman, Joe Leaphorn a été éduqué dans des pensionnats gérés par le Bureau des affaires indiennes. Diplômé de l'université d'Arizona, il a longtemps travaillé comme lieutenant de police à Tuba City en Arizona, mais il a aussi suivi une brève formation au quartier général du FBI à Washington. Il vit dans la capitale navajo de Window Rock.
Il est resté dans la réserve pour faire plaisir à sa femme Emma, elle aussi passée par l'université mais une Navajo traditionaliste, qui meurt de la maladie d'Alzheimer et n'a pas foi dans la médecine occidentale. Après un long veuvage, il tombe amoureux d'une anthropologue, Louisa Bourebonette.

## Portrait moral
C'est un officier d'âge mûr respecté, doté d'une intelligence et d'un esprit d'analyse exceptionnels, mais de peu de tolérance envers les superstitions, ce qu'il essaie d'équilibrer quand les traditions navajos s'entremêlent à son travail et à sa vie personnelle. Formé à la logique anglo-saxonne, il ne croit pas aux tabous navajos. Il a cependant gardé le sens navajo de l’hozro, ou harmonie. Ses collègues le respectent pour son talent à repérer les traces dans le désert. L'une de ses méthodes les plus personnelles est l'usage d'une carte à code de couleurs. Le territoire de Four Corners y est ponctué de punaises dont les couleurs correspondent au type de crimes.

## Romans de la sérieJoe Leaphorn
Le héros apparaît dans la trilogie qui inclut La Voie de l'ennemi, Là où dansent les morts et Femme qui écoute . Il réapparaît dans Porteurs-de-peau, où il rejoint Jim Chee. Les deux personnages travaillent ensemble dans les romans qui suivent.

### TrilogieJoe Leaphorn
- The Blessing Way (1970) - La Voie de l'ennemi
- Dance Hall of the Dead (1973) - Là où dansent les morts
- Listening Woman (1978) - Femme qui écoute

### Avec Jim Chee
- Skinwalkers  (1986) - Porteurs-de-peau
- A Thief of Time (1988) - Le Voleur de temps
- Talking God (1989) - Dieu-qui-parle
- Coyote Waits (1990) - Coyote attend
- Sacred Clowns (1993) - Les Clowns sacrés
- The Fallen Man (1996) - Un homme est tombé
- The First Eagle (1998) - Le Premier Aigle
- Hunting Badger (1999) - Blaireau se cache
- The Wailing Wind (2002) - Le Vent qui gémit
- The Sinister Pig (2003) - Le Cochon sinistre
- Skeleton Man  (2004) - L'Homme squelette
- The Shape Shifter (2006) - Le Chagrin entre les fils